# Ко преживи, причаће
Ко преживи, причаће (енгл. A Million Ways to Die in the West) америчка je филмска вестерн комедија из 2014. године у режији Сета Макфарлана. Сценарио потписују Макфарлан, Алек Салкин и Велсли Вајлд, док су продуценти филма Макфарлан, Скот Стубер и Џејсон Кларк. Филмску музику је компоновао Џоел Макнили. 
Филм прати кукавичког граничара који стиче храброст уз помоћ жене револвераша и мора да искористи своје новооткривене вештине у сукобу са њеним злим мужем одметником. Снимање је почело 6. маја 2013. на различитим локацијама у Новом Мексику, укључујући Албукерки и Санта Фе, а завршено је 9. августа исте године.
Насловну улогу тумачи Макфарлан као пастир Алберт Старк, док су у осталим улогама Шарлиз Терон, Аманда Сајфред, Нил Патрик Харис, Ђовани Рибизи, Сара Силверман и Лијам Нисон. Дистрибуиран од стране Universal Picturesа, светска премијера филма је била одржана 30. маја 2014. године у Сједињеним Америчким Државама. 
Буџет филма је износио 40 000 000 долара, а зарада од филма је износила 80 200 000 долара.

## Радња
Сет Макфарлан је редитељ, продуцент и ко-сценариста и игра главу улогу кукавичког пастира Алберта. Након што Алберт одбије да учествује у обрачуну, његова превртљива девојка (Аманда Сајфред) ће га оставити због другог (Нил Патрик Харис). Кад мистериозна и лепа жена дојаше у град (Шарлиз Терон), она ће му помоћи да пронађе храброст и њих двоје ће почети да се заљубљују. Али када њен муж (Лијам Нисон), озоглашени одметник дође у потрази за осветом, пастир ће морати да тестира своју новооткривену храброст.

## Улоге
| Глумац           | Улога              |
| ---------------- | ------------------ |
| Сет Макфарлан    | Алберт Старк       |
| Шарлиз Терон     | Ана Барнс-Ледервуд |
| Аманда Сајфред   | Луси               |
| Нил Патрик Харис | Фој                |
| Ђовани Рибизи    | Едвард             |
| Сара Силверман   | Рут                |
| Лијам Нисон      | Клинч Ледервуд     |